# Parole dette male
Parole dette male è un singolo della cantante italiana Giorgia, pubblicato il 9 febbraio 2023, secondo estratto dall'undicesimo album in studio Blu. Il brano è stato presentato durante la seconda serata del Festival di Sanremo 2023, segnando la quinta partecipazione dell'artista alla kermesse. Al termine della manifestazione si classifica al sesto posto.

## Descrizione
Il brano, scritto da Alberto Bianco, Francesco Roccati, Massimiliano Dagani e Mario Marco Gianclaudio Fracchiolla, e prodotto da Big Fish e Rhade. La demo del brano è stata cantata da Margherita Vicario. Nella conferenza stampa del festival di Sanremo, Giorgia racconta il significato del brano, slegata dal ricordo dell'ex compagno Alex Baroni, morto nel 2002:
Nel corso della conferenza la cantante ha inoltre parlato della scelta di tornare al Festival dopo 22 anni:

## Accoglienza
Il brano è stato accolto perlopiù in maniera positiva da parte della critica specializzata.
Andrea Laffranchi del Corriere della Sera ha assegnato una votazione di 6,5 su 10 al singolo, scrivendo che racconta «i bei ricordi di una storia finita, anche, per delle parole dette male», trovandola musicalmente dalla «classicità soul anni Novanta». Anche Valentina Colosimo di Vanity Fair Italia riscontra sonorità passate in Parole dette male, «un pezzo di Whitney Houston con una tastiera anni Ottanta in stile piano Fender», definendola una canzone «raffinata» in cui Giorgia «non strafà, non urla, canta con il solito buongusto». Di simile pensiero è Gianni Sibilla di Rockol che ne apprezza il «piano elettrico e beat retrò», pensata per la vocalità della cantante. Gianni Poglio di Panorama scrive che si tratta di una canzone «ben bilanciata», tra musica e testo, e «dalla sensibilità R&B/soul», con il risultato di «un brano compiuto, non un singolo sanremese».
La rivista Rolling Stone Italia, riguardo ai brani presentati durante la seconda serata del Festival di Sanremo, ha assegnato un punteggio pari a 5,5 su 10; secondo il recensore della rivista Filippo Ferrari, Parole dette male sarebbe perfetta per «la colonna sonora di una commedia in cui i protagonisti finiscono a letto dopo una cena romantica» ma che «in molti lo definiranno elegante. [...] ma anche qui, parere mio, forse si poteva fare di più».  Andrea Conti de Il Fatto Quotidiano ha ritenuto che il brano porti «una nuova Giorgia», attraverso una sonorità «soul che conquista subito nell’inciso», e un testo che narra con «uno sguardo sul futuro e sul presente, la trasformazione della malinconia in qualcosa di costruttivo».
Fabio Fiume di All Music Italia sebbene sottolinei che la canzone «merita qualche ascolto in più» per essere capita, ma «se sei bravo, la cosa viene fuori, non la puoi tenere sedata. Giorgia canta quel che vuole e lo fa sempre bene», assegnando un punteggio di 7 su 10. Gabriele Fazio dell'Agenzia Giornalistica Italia apprezza che la cantante «si presenta così come vuole essere e non come tutti si aspettavano che fosse» attraverso una canzone «dal grande valore e costruita con grande professionalità, ma che in Italia nessuno vuole sentire», poiché «Giorgia è forse la più bella voce del pop italiano di sempre, [...] e il lavoro che sta facendo con il maestro Big Fish davvero notevole».
Meno entusiasta la recensione di Mattia Marzi, ritenendo che il brano «non decolli mai» non permettendo «alla voce della cantante romana di uscire fuori al meglio». Anche Francesco Prisco de Il Sole 24 Ore afferma che al brano «manca il guizzo», definendolo «un bel giro nella macchina del tempo, destinazione anni Novanta».

## Video musicale
Il video, diretto dal compagno della cantante Emanuel Lo, è stato pubblicato in concomitanza del lancio del singolo sul canale YouTube della cantante.

## Tracce
Testi e musiche di Alberto Bianco, Francesco Roccati, Massimiliano Dagani e Mario Marco Gianclaudio Fracchiolla.
1. Parole dette male – 3:06

## Classifiche
| Classifica (2023) | Posizione massima |
| ----------------- | ----------------- |
| Italia            | 18                |